# Englische Kröpfer

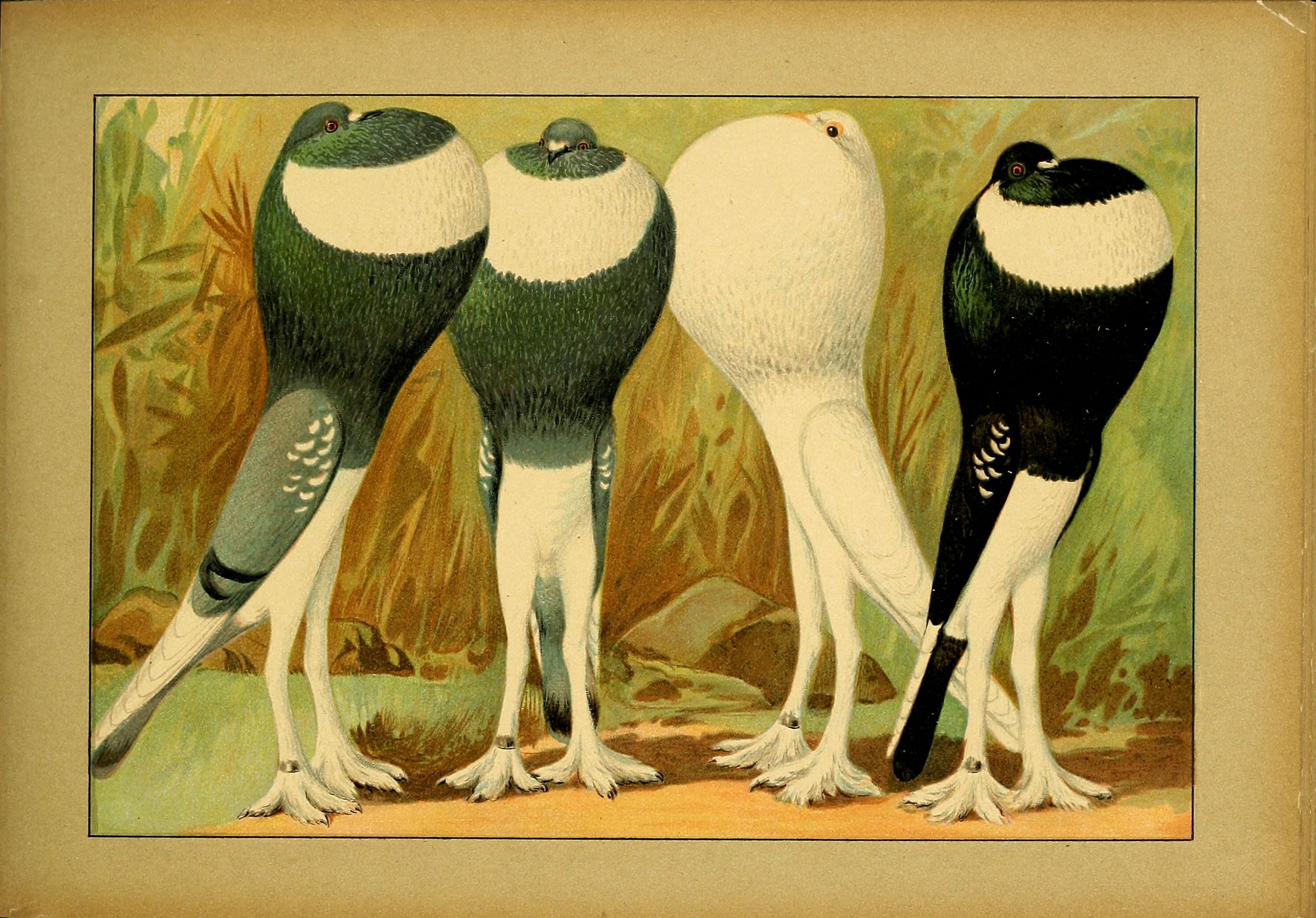
Englische Kröpfer: Blau- und Blaufahlgeherzt, Weiß und Schwarzgeherzt (Schachtzabel, 1906)

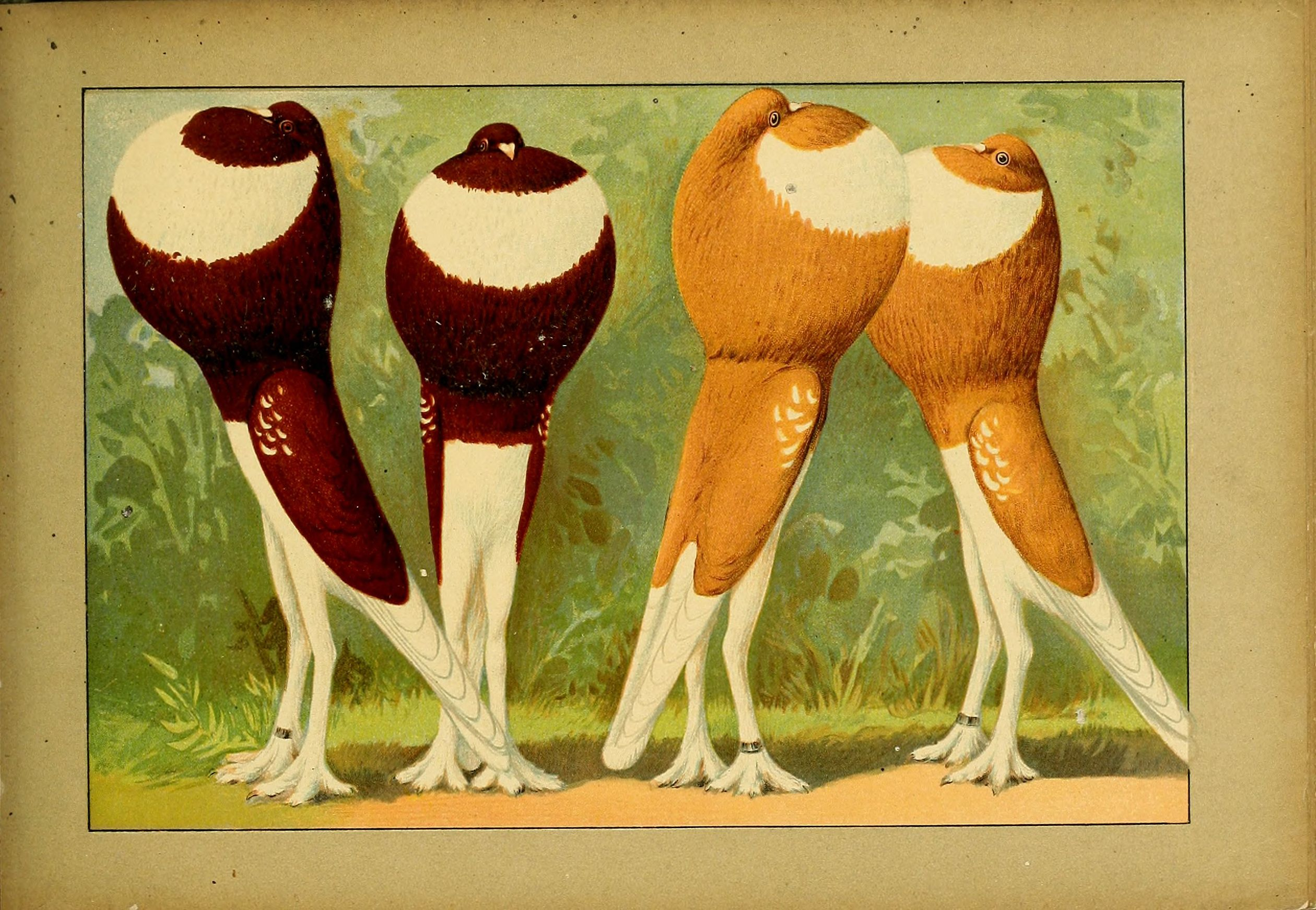
Englische Kröpfer: Rot- und Gelbgeherzt (Schachtzabel, 1906)

Als Englische Kröpfer werden zwei Rassen der Haustaube zusammengefasst, die zur Gruppe der Kropftauben gehören. Im Einzelnen sind dies der Englische Großkröpfer, der häufig vereinfacht Englischer Kröpfer genannt wird, und der Englische Zwergkröpfer.
Beide haben eine ausgesprochen aufrechte Haltung, „so daß man vom Auge bis zur Standfläche eine senkrechte Linie ziehen könnte“. Die Großkröpfer gelten gar als die größten der hochgestellten Kropftauben (Größe: 40–48 cm von der Schnabelspitze bis zum Schwanzende gemessen). Der Zwergkröpfer ist dagegen die kleinere Ausgabe des Englischen Kröpfers und ist mit einem Längenmaß von höchstens 35 cm kaum größer als beispielsweise der Brünner Kröpfer. Das Duo Englischer Groß- und Englischer Zwergkröpfer ist eines der wenigen Beispiele von Verzwergung im Bereich der Rassetauben.
Die Rückenlinie der Englischen Kröpfer fällt bis zum Schwanzende durchgehend ab. Das Verhältnis von Vorder- zur Hinterpartie beträgt etwa 2/3 zu 1/3. Die Füße sind befiedert. Sie sind sehr lebhaft und zutraulich. Sowohl Englische Groß- als auch Zwergkröpfer sind in den Farbschlägen Weiß, Schwarzgeherzt, Dunkelgeherzt, Dominant Rotgeherzt, Dominant Gelbgeherzt, Blaugeherzt, Blaufahlgeherzt, Braunfahlgeherzt, Rotfahlgeherzt und Gelbfahlgeherzt anerkannt. Auf Ausstellungen werden diese Tauben in erster Linie nach der Form bewertet.

## Englischer Großkröpfer

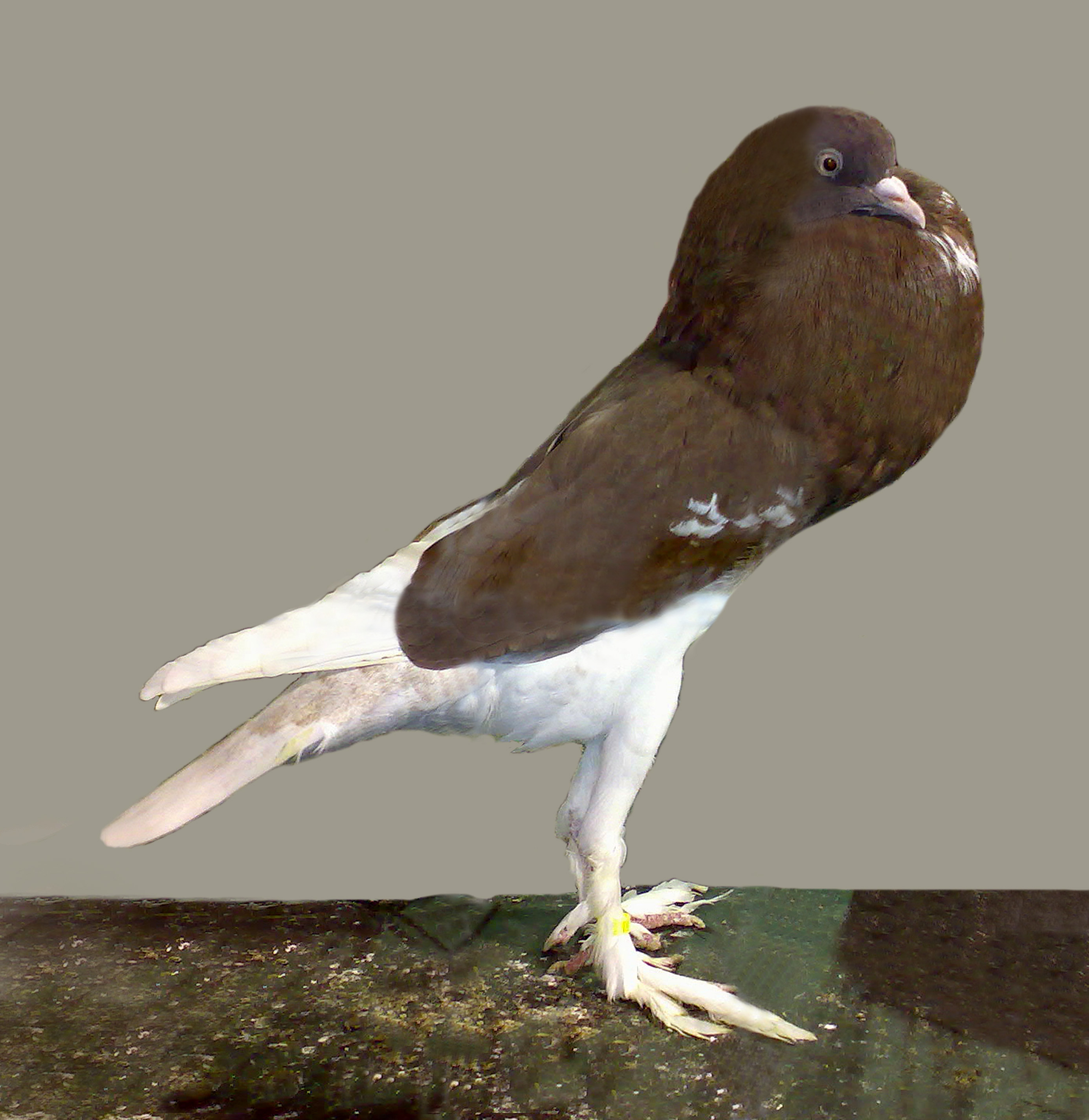
Englischer Großkröpfer (GB/310) im roten Farbenschlag

Der Englische Kröpfer zählt zu den bekanntesten Rassetauben. Er entstand in Großbritannien und ist eine der ältesten Rassen, die in alten Schriften regelmäßig beschrieben wurde. Die ersten Beschreibungen stammen von Willughby (1678) und Moore (1735).
Um 1850 wurden die ersten Vertreter dieser Rasse nach Deutschland eingeführt, wo er stark verbreitet wurde.
Englische Kröpfer wurden zur Veredelung in die meisten Kröpferrassen eingekreuzt, deren Anglisierung (hohe aufrechte Haltung, schmaler Körper) nicht immer zum Vorteil der jeweiligen Rassen war.

## Englischer Zwergkröpfer

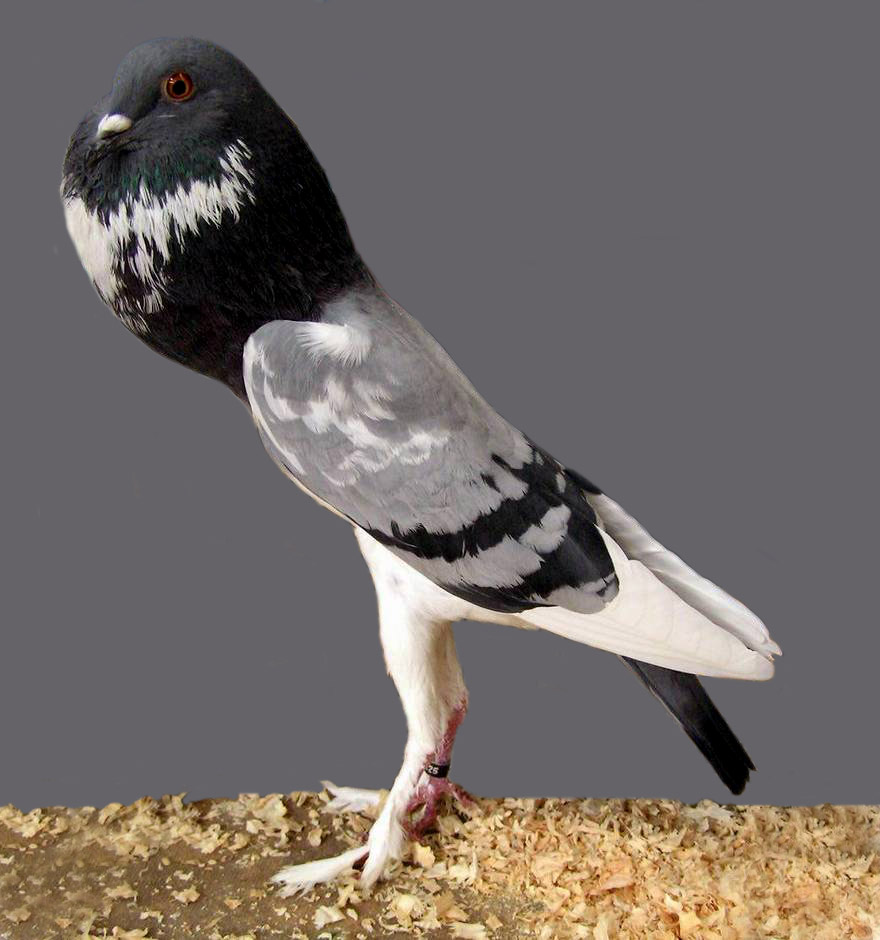
Blaugeherzter Englischer Zwergkröpfer (GB/329)

Der Englische Zwergkröpfer ist etwa Mitte des 19. Jahrhunderts entstanden und damit bei Weitem nicht so alt wie der Englische Großkröpfer. Sir John Sebright (1767–1846), der Erzüchter der Sebright-Zwerghühner, zählte zu den ersten erfolgreichen Züchtern und gilt als Erzüchter des Englischen Zwergkröpfers, dessen Zucht aber leider verloren ging. Der Londoner Ornithologe William Bernhard Tegetmeier (1816–1912) befasste sich ebenfalls mit ihnen und nutzte verschiedene europäische Zwergkröpfer, v. a. kleinwüchsige Großkröpfer und Brünner Kröpfer, als Grundlage für seine Zucht. Englische Zwergkröpfer wurden Ende des 19. Jahrhunderts nach Deutschland eingeführt. Sie waren zunächst aber nicht weit verbreitet, da nach Bruno Dürigen die Brünner „zierlicher, schöner, feiner scheinen“. In den 1920er Jahren gelang jedoch eine Trendwende und Mitte der 1930er Jahre waren sie ebenso weit verbreitet wie die Großkröpfer.
Der Zwergkröpfer ist etwa ein Drittel kleiner als der Großkröpfer und unterscheidet sich vom Brünner Kröpfer u. a. durch die Laufbefiederung und die nicht gekreuzten Schwingen. Die Zehenbefiederung der Englischen Zwergkröpfer ist tellerförmig, Zehen und Läufe des Brünner Kröpfers sind jedoch unbefiedert. Die langen Flügel werden vom Zwergkröpfer „fest geschlossen“ getragen, ihre Spitzen sollen sich auf dem Schwanz nicht kreuzen. Die Schwingen des Brünner sind hingegen deutlich gekreuzt.